# John Hoskins

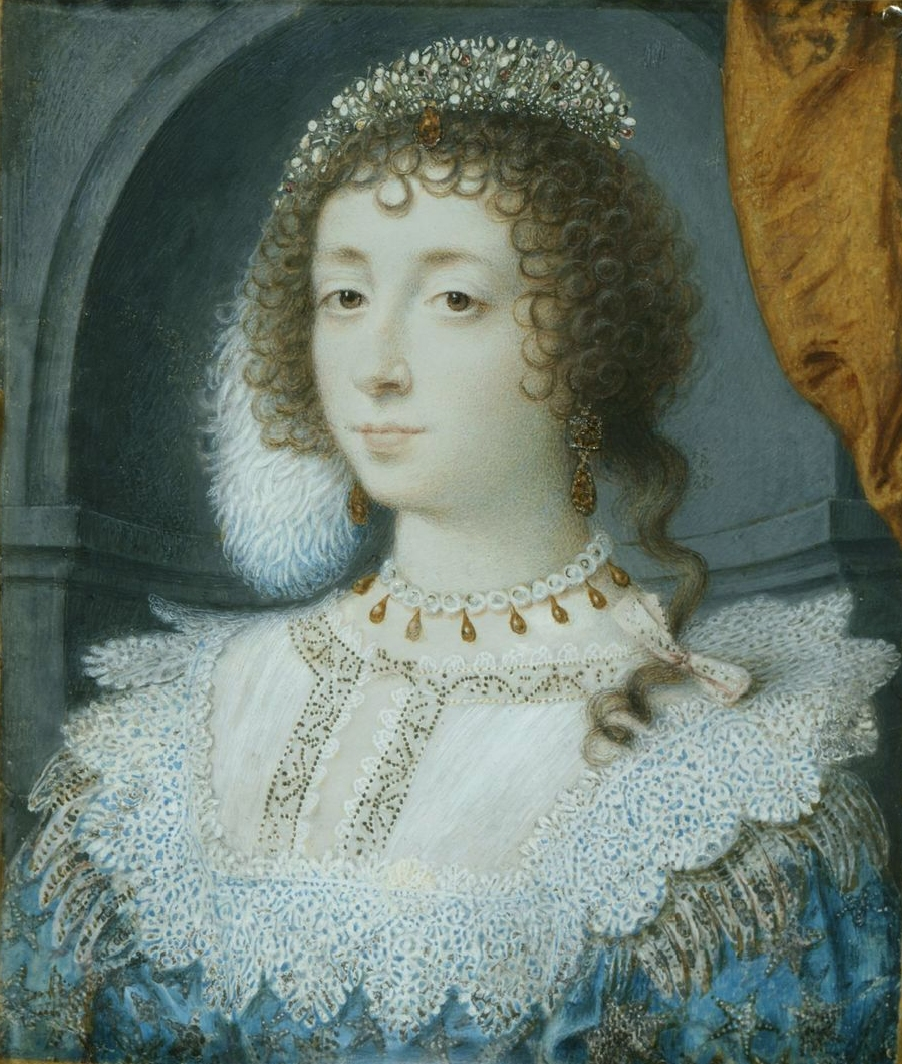
Henriëtta Maria door John Hoskins

John Hoskins (Wells, 1589 of 1590 - Londen, begr. 22 februari 1664 of 1665) was een Engels miniatuurschilder. Hij was de oom en leermeester van de miniatuurschilders Alexander en Samuel Cooper.
Hoskins' werkzame periode begon omstreeks 1620. Aanvankelijk schilderde hij portretten in olieverf, maar later ontwikkelde hij zich tot de belangrijkste Engelse miniatuurschilder, al werd hij op den duur overvleugeld door zijn neef Samuel Cooper.
John Hoskins werkte vanaf april 1640 voor Karel I en vervaardigde diverse portretten van diens echtgenote Henriëtta Maria en haar kinderen. Soms kopieerde hij werken van Anthony van Dyck. Zijn jaarlijkse salaris voor zijn werk aan het hof bedroeg £200.
Tijdens de Engelse Burgeroorlog bleef hij royalist, al moest hij het al die tijd stellen zonder zijn jaargeld. Hij overleed in betrekkelijke armoede en werd begraven in Covent Garden.
Hoskins' zoon John was eveneens miniatuurschilder en wordt gewoonlijk aangeduid als John Hoskins II.